# Asthena subditaria
Asthena subditaria là một loài bướm đêm trong họ Geometridae.